# Santiago Mostyn
Santiago Mostyn, född 1981 i San Fransisco är en konstnär. Han lever och verkar i Stockholm.
Santiago Mostyn är utbildad på Städelschule, Yale University och Kungliga Konsthögskolan. Mostyn arbetar med video, skulptur och installation. Han har ställt ut i runt om i världen till exempel New York, Paris, Berlin och olika ställen i Sverige. Han finns representerad på Moderna Museet, Fotografiska och Statens konstråd.